# Miguel Ángel Nadal
Miguel Ángel Nadal Homar (Manacor, Baleares, 28 de julio de 1966) es un exfutbolista español. Jugó dieciocho temporadas consecutivas en la Liga española de fútbol, defendiendo la camiseta de dos equipos: el Real Mallorca, en dos períodos, y el F. C. Barcelona. Antes de dedicarse al fútbol, practicó tenis, llegando a ser campeón juvenil de las Islas Baleares. Además, es tío del tenista Rafael Nadal.
Es el segundo jugador con más partidos  oficiales disputados en la historia del  Real Club Deportivo Mallorca (noviembre 2022).

## Carrera
Nadal jugó de centrocampista y, en sus últimos años, como defensa central. Destacaba por sus labores defensivas, su potente juego aéreo, y un fuerte remate que le permitía marcar un buen promedio de goles.
A pesar de que el Real Mallorca ha sido el club donde más temporadas ha jugado (diez, en dos períodos de cuatro y seis temporadas), fue en el F. C. Barcelona donde durante ocho temporadas alcanzó su mejor desempeño, así como varios títulos.
Fue internacional con la Selección española de fútbol en 62 ocasiones a lo largo de su carrera.
Se retiró como futbolista al finalizar la temporada 2004-2005. Desde entonces se dedica a aconsejar en diferentes tareas deportivas y profesionales a su sobrino, el tenista Rafael Nadal. También ha sido comentarista de la cadena autonómica balear IB3.
En 2010 participó en el concurso ¡Más Que Baile! de Telecinco. 
En 2011 fue entrenador interino del RCD Mallorca durante un partido, tras la marcha de Michael Laudrup (de quien era ayudante), pero abandonó el club bermellón con la llegada de Joaquín Caparrós.

## Clubes
- Todas las competiciones.

| Club            | País   | Año         | Partidos | Goles |
| RCD Mallorca    | España | 1986 - 1991 | 152      | 32    |
| F. C. Barcelona | España | 1991 - 1999 | 268      | 15    |
| RCD Mallorca    | España | 1999 - 2005 | 190      | 9     |

## Palmarés como futbolista

### Campeonatos nacionales
| Título                     | Equipo          | País   | Año  |
| -------------------------- | --------------- | ------ | ---- |
| Primera División de España | F. C. Barcelona | España | 1992 |
| Supercopa de España        | F. C. Barcelona | España | 1992 |
| Primera División de España | F. C. Barcelona | España | 1993 |
| Supercopa de España        | F. C. Barcelona | España | 1993 |
| Primera División de España | F. C. Barcelona | España | 1994 |
| Supercopa de España        | F. C. Barcelona | España | 1995 |
| Copa del Rey               | F. C. Barcelona | España | 1997 |
| Primera División de España | F. C. Barcelona | España | 1998 |
| Copa del Rey               | F. C. Barcelona | España | 1998 |
| Copa del Rey               | RCD Mallorca    | España | 2003 |

### Copas internacionales
| Título              | Equipo          | País         | Año  |
| ------------------- | --------------- | ------------ | ---- |
| Copa de Europa      | F. C. Barcelona | Inglaterra   | 1992 |
| Supercopa de Europa | F. C. Barcelona | España       | 1992 |
| Recopa de Europa    | F. C. Barcelona | Países Bajos | 1997 |
| Supercopa de Europa | F. C. Barcelona | España       | 1997 |